# Lista de deputados estaduais de Sergipe da 3.ª legislatura
Essa é uma lista de deputados estaduais eleitos para o período 1955-1959. Foram 32 eleitos.

## Composição das bancadas
| Partido | Líder                       | Bancada | Posição      |
| ------- | --------------------------- | ------- | ------------ |
| UDN     | Euclides Paes Mendonça      | 11 / 32 | Governo      |
| PSD     | Martinho Dias Guimarães     | 9 / 32  | Oposição     |
| PR      | José Garcez Dória           | 6 / 32  | Independente |
| PTB     | Hildebrando Torres de Souza | 3 / 32  | Oposição     |
| PSP     | João Maynard Barreto        | 2 / 32  | Governo      |
| PST     | José de Carvalho Déda       | 1 / 32  | Governo      |

## Deputados estaduais
| Número | Deputados estaduais eleitos         | Partido | Votação | Percentual | Cidade onde nasceu       | Unidade federativa |
| 20145  | Roosevelt Dantas Cardoso de Menezes | PR      | 2.871   | 2,39%      | Aracaju                  | Sergipe            |
| 22230  | Euclides Paes Mendonça              | UDN     | 2.724   | 2,26%      | Ribeirópolis             | Sergipe            |
| 41111  | Joaquim Martins Fontes              | PSD     | 2.628   | 2,18%      | Lagarto                  | Sergipe            |
| 41756  | Manoel Conde Sobral                 | PSD     | 2.499   | 2,08%      | Salgado                  | Sergipe            |
| 41888  | Pedro Paes Mendonça                 | PSD     | 2.377   | 1,97%      | Ribeirópolis             | Sergipe            |
| 41223  | João Melo de Oliveira               | PSD     | 2.222   | 1,85%      | São Domingos             | Sergipe            |
| 22623  | João Moreira Filho                  | UDN     | 2.142   | 1,78%      | Pedra Mole               | Sergipe            |
| 41700  | Manuel Francisco Teles              | PSD     | 2.133   | 1,77%      | Itabaiana                | Sergipe            |
| 22321  | Antônio Francisco de Jesus          | UDN     | 2.125   | 1,76%      | Itabaiana                | Sergipe            |
| 20620  | José Pereira Filho                  | PR      | 2.092   | 1,74%      | Estância                 | Sergipe            |
| 41025  | Sebastião Celso de Carvalho         | PSD     | 2.051   | 1,70%      | Simão Dias               | Sergipe            |
| 20220  | José Dória de Almeida               | PR      | 1.993   | 1,65%      | Aracaju                  | Sergipe            |
| 52555  | José de Carvalho Déda               | PST     | 1.941   | 1,61%      | Paripiranga              | Bahia              |
| 22070  | Jessé Ferreira Trindade             | UDN     | 1.872   | 1,55%      | Propriá                  | Sergipe            |
| 20300  | Dario Ferreira Nunes                | PR      | 1.853   | 1,54%      | Lagarto                  | Sergipe            |
| 14411  | Núbia Nabuco Macedo                 | PTB     | 1.848   | 1,53%      | Esplanada                | Bahia              |
| 41135  | Manoel Cabral Machado               | PSD     | 1.824   | 1,51%      | Itaporanga d'Ajuda       | Sergipe            |
| 41789  | Martinho Dias Guimarães             | PSD     | 1.824   | 1,51%      | Propriá                  | Sergipe            |
| 22600  | Francisco de Souza Porto            | UDN     | 1.786   | 1,48%      | Aracaju                  | Sergipe            |
| 41455  | José Silveira Lins                  | PSD     | 1.760   | 1,46%      | Itaporanga d'Ajuda       | Sergipe            |
| 20023  | Pedro Soares                        | PR      | 1.715   | 1,42%      | Barra dos Coqueiros      | Sergipe            |
| 20200  | José Garcez Dória                   | PR      | 1.673   | 1,39%      | Aracaju                  | Sergipe            |
| 14444  | Hildebrando Torres de Sousa         | PTB     | 1.604   | 1,33%      | São Cristóvão            | Sergipe            |
| 22580  | José Almeida Fontes                 | UDN     | 1.564   | 1,30%      | Neópolis                 | Sergipe            |
| 22004  | Sebastião de Aguiar Figueiredo      | UDN     | 1.505   | 1,25%      | Rosário do Catete        | Sergipe            |
| 22444  | Adelvan Cavalcanti Baptista         | UDN     | 1.494   | 1,24%      | Umbaúba                  | Sergipe            |
| 22221  | Albino Silva da Fonseca             | UDN     | 1.485   | 1,23%      | Itabaiana                | Sergipe            |
| 22001  | Antônio Torres Júnior               | UDN     | 1.483   | 1,23%      | Canhoba                  | Sergipe            |
| 14614  | Gerinaud de Lacerda Filho           | PTB     | 1.471   | 1,22%      | Poço Redondo             | Sergipe            |
| 22727  | Filadelfo Pôrto Dória               | UDN     | 1.453   | 1,20%      | Nossa Senhora do Socorro | Sergipe            |
| 46222  | Luiz Garcez Vieira                  | PSP     | 1.390   | 1,15%      | Camaçari                 | Bahia              |
| 46611  | João Maynard Barreto                | PSP     | 904     | 0,75%      | Aracaju                  | Sergipe            |